# بيل إيري
بيل إيري (بالإنجليزية: Willis Thomas Goodwin Airey)‏ هو مؤرخ نيوزيلندي، ولد في 7 يناير 1897، وتوفي في 20 سبتمبر 1968.